# Tiracola magniplaga
Tiracola magniplaga là một loài bướm đêm trong họ Noctuidae.